# FC Politehnica Iași
A Politehnica Iași egy román labdarúgócsapat.

## Történet
A város, Iași, egyetemista csapataként jött létre 1945. április 27-én, Sportul Studentesc néven. Egy hónap mulva, május 31-én a csapat új nevet kap: Asociatia Sportiva Politehnica Iasi (A.S.P.I.), 1948-ban megint átnevezik, ekkor a Clubul Sportiv Universitar (C.S.U.) nevet kapja. Az első években a bajnokság második vonalában játszik, ahol az 1947-48-as szezonban a 4. az 1948-49-esben pedig a 6. helyet szerzi meg. 1950-től az új neve Știinta Iași lett, az elkövetkező években folyamatosan a második ligában játszik, egyszer sem sikerül a legjobbak közé felkerülnie.
1958. augusztus 1. a város két csapata - a Știința és a  C.F.R. - egyesül, létrehozva a Clubul Sportiv Muncitoresc Studentesc (C.S.M.S.) nevű csapatot, melyben a két együttes legjobbjai szerepeltek, a kevésbé jó játékosokból pedig megszületett az Unirea Iași, mindkét együttes a B osztályban kezdte meg szereplését, és nem kis meglepetésre az első évben, az 1958-59-es szezonban,  a tehetségtelenebbnek tartott játékosokból álló Unirea jobb helyen végez mint a C.S.M.S. (5. illetve a 8. helyen).
A következő évben, 1959-60, azonban már megmutatkoztak a valós különbségek, a C.S.M.S. az első helyen végez, és ezzel feljut az első osztályba, de ott csak egy évet volt képes benn maradni.
1960 és 2000 között hol az A hol meg a B osztályban játszik, igazán tartósan nem tud bent maradni a legjobbak között, közben 1967. október 10-én felveszi a Politehnica nevet.
2000-ben a csapat a C osztályba kerül, ahol egyesül egy másik jászvásári csapattal az Unirea 2000-rel. A harmadik vonalba kerülés egy komoly ébresztő volt a csapat számára, aminek eredményeként C.S. Poli Unirea Iași néven néhány év alatt visszaverekszi magát az élvonalban, ahol bent is tud maradni.

## Eredmények

### Liga I
A bajnokságban, a legjobb telyesítményét az 1965-66-os szezonban érte el, amikor a 6. helyen végzett.

### Román kupa
A 2002–03-as idényben a negyeddöntőig jutott el.

## Jelenlegi játékosok
A csapat játékosai 2008 júliusában:
| #  |            | Poszt | Név               |
| -- | ---------- | ----- | ----------------- |
| 1  | Románia    | K     | Cristian Brăneț   |
| 2  | Románia    | V     | Adrian Toma       |
| 3  | Románia    | V     | Bogdan Onuț (Csk) |
| 5  | Szlovénia  | V     | Andrej Pečnik     |
| 7  | Szlovénia  | KP    | Domen Beršnjak    |
| 8  | Argentína  | KP    | Gustavo Paruolo   |
| 9  | Románia    | CS    | Ionuț Bâlbă       |
| 10 | Szerbia    | KP    | Svetozar Mijin    |
| 11 | Románia    | CS    | Mircea Oprea      |
| 12 | Románia    | K     | Răzvan Pleșca     |
| 13 | Románia    | CS    | Cristian Bratu    |
| 14 | Románia    | KP    | Sebastian Sfârlea |
| 15 | Románia    | CS    | Bogdan Știubei    |
| 16 | Portugália | CS    | Nuno Viveiros     |
| 17 | Románia    | CS    | Alexandru Leucuță |
| 18 | Románia    | KP    | Romulus Miclea    |
| 20 | Románia    | KP    | Paul Tincu        |
| 21 | Románia    | KP    | Leonard Naidin    |

| #   |                  | Poszt | Név                   |
| --- | ---------------- | ----- | --------------------- |
| 22  | Románia          | V     | Iosif Kalai           |
| 23  | Románia          | V     | Adrian Ilie           |
| 24  | Románia          | KP    | Bogdan Straton        |
| 25  | Románia          | KP    | Ciprian Milea         |
| 28  | Románia          | V     | Cristian Munteanu     |
| 29  | Románia          | CS    | Clement Pălimaru      |
| 30  | Románia          | V     | Radu Ciobanu          |
| 33  | Románia          | K     | Alexandru Traian Marc |
| 77  | Románia          | V     | Cornel Buta           |
| 88  | Románia          | K     | Andrei Bălan          |
| TBD | Szlovénia        | V     | Miroslav Radulovič    |
| TBD | Románia          | K     | Andrei Bălan          |
| TBD | Románia          | CS    | Ciprian Tănasă        |
| TBD | Macedónia        | KP    | Stojan Ignatov        |
| TBD | Románia          | KP    | Cezar Tofan           |
| TBD | Románia          | CS    | Andrei Plugaru        |
| TBD | Elefántcsontpart | CS    | Lamine Diarrassouba   |

### Híres játékosok
Románia
- Daniel Pancu
- Laurențiu Roșu
- Bogdan Stelea
- Adrian Cristea
- Vasile Iordache
- Sergiu Homei

## Külső hivatkozások
- Hivatalos honlap